# Talpiot
Talpiot (hebreo: תלפיות; 31°45′N 35°13′E / 31.750, 35.217) es un barrio situado en el sudeste de Jerusalén fundado en 1922 por pioneros sionistas.

## Historia
Los antiguos habitantes fueron evacuados como consecuencia de la Masacre de Hebrón en 1927. Cuando los ingleses se retiraron de Jerusalén en mayo de 1948, la Haganá lanzó la Operación Kilshon para utilizar las zonas de seguridad previamente ocupadas por los británicos para realizar la defensa de Jerusalén contra los ataques de la Legión Árabe. El campamento del ejército británico Talpiot, conocido como "Mahane Allenby", fue uno de los sitios estratégicos capturados en esta operación.
Después de la Guerra de Independencia de Israel, Talpiot se convirtió en una frontera, rodeada por Jordania, controlando el este de Jerusalén, aunque los israelíes continuaron viviendo allí. La vecindad se amplió perceptiblemente después de la Guerra de los Seis Días en 1967. Los nuevos distritos residenciales fueron establecidos en el enclave controlado por las Naciones Unidas, que era en ese momento tierra de nadie. El campo del ejército británico conocido como "Mahane Allenby" tuvo una presencia muy prominente por muchos años en Talpiot, hasta la década pasada en la que dicho campo fue barrido, se construyeron grandes torres de lujo sobre el terreno.

## Distritos
Actualmente Talpiot consta de varios distritos:
- Viejo Talpiot: Es la histórica vecindad residencial fundada en 1922.
- Talpiot del Norte: También conocido como Arnona, es una vecindad más nueva construida en 1967 que colinda con el complejo de la O.N.U y ofrece unas vistas panorámicas del Valle de Hinnom y el Valle de Kidrón (en el Monte de los Olivos, donde Jesús de Nazaret realizaba allí sus oraciones, e incluso se encontraba allí la noche que fue arrestado), y a través de ellos la antigua ciudad de Jerusalén.
- Talpiot del Oeste: Se encuentra a través de Derech Avron y es la zona industrial de Talpiot, donde se encuentran las zonas más comerciales de tiendas y de sitios varios para salir por la noche.
- Talpiot del Este: Vecindad de Talpiot sita al Este.

## Celebridades
Shmuel Yosef Agnón, ganador del Premio Nobel de literatura de 1966, se trasladó a Talpiot en 1924 y escribió la mayor parte de sus trabajos allí. Cuando murió, su casa pasó a manos del museo Beit Agnon donde su despacho se conserva intacto. Uno de sus vecinos era el erudito eminente Joseph Gedalja Klausner, que era el tío del autor israelí Amos Oz. Su novela autobiográfica "Una historia de amor y oscuridad" (2003), Amos Oz escribe que Agnon y Klausner no se llevaban nada bien y mantuvieron la distancia. El llamado «padre del hebreo moderno», Eliezer Ben Yehuda, se construyó una casa en Talpiot, donde residió por poco tiempo, habiendo fallecido poco antes de terminarse las obras.

## Ocio
Talpiot, especialmente su zona industrial, se ha convertido en el lugar de ocio de Jerusalén. Tiene varias zonas de tiendas como Kanyon Hadar en la calle de Pierre Koening y como Kanyon Ahim Yisrael en la calle Yad Haharutzim. Tiene un cine con varias salas y una bolera. Existen docenas de tiendas de discos y Bares y Pubs nocturnos incluyendo uno de los Pubs más antiguos y populares de Israel, se llama Hauman 17.

## El "Haas Promenade"
Conectando el este de Talpiot y el viejo Talpiot se encuentra el Haas Promenade (en hebreo: הטיילת [ha-Tayelet]). Sobre este punto de eleva una colina sobre el mar muerto y la antigua ciudad de Jerusalén. Bajo esta colina se oculta una antiguo acueducto que fue construido por "Herodes el grande" para traer agua del sur, desde su palacio de verano "Herodium" hasta un templo secundario. Entre el periodo de establecimiento del estado de Israel en 1948 y la reunificación de Jerusalén en 1967, este terreno fue tierra de nadie.

En un extremo del Haas Promenade se encuentran las jefaturas de las Naciones Unidas de Medio Oriente, que anteriormente había sido la sede del alto comisario británico durante el Mandato británico de Palestina (En una colina también conocida como "La colina del consejero malvado"). El Bosque de la Paz de Jerusalén desciende bajo la cuesta del Haas Promenade. El municipio de Jerusalén planta un árbol en este bosque por cada niño nacido en Jerusalén, representando así la esperanza eterna por la paz que tiende un puente entre poblaciones árabes y judías.

## Arqueología

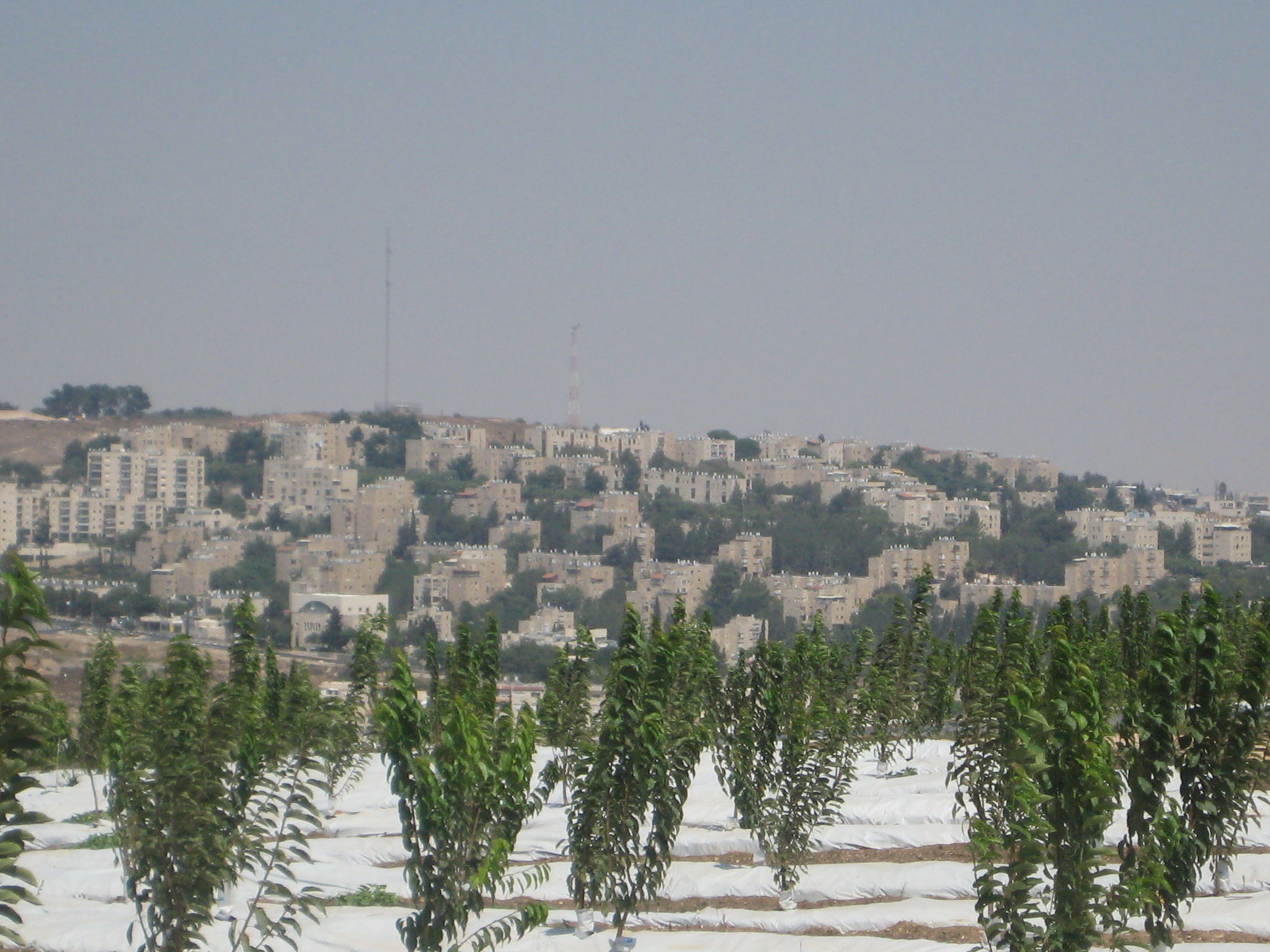
Este de Talpiot en 2007.

El 28 de marzo de 1980, en Talpiot del Este fue re-descubierta una tumba conocida como "La tumba de los diez Osarios"  
Según publicaron algunos investigadores, en esta tumba se encontrarían los huesos de Jesús de Nazaret  y miembros de su familia. Esta hipótesis, que no se publicó en el ámbito académico, sirvió de base al documental “Jesus’ Lost Tomb” de James Cameron y Simcha Jacobovici, emitido por Discovery Channel, así como al libro “Jesus’ Family Tomb” de Charles Pellegrino.
Los arqueólogos e historiadores académicos coiniciden en considerar a esta hipótesis como altamente improbable y sin fundamento.

## Desastre de Versalles
Eran las 23:43 de la noche del jueves 24 de mayo de 2001. Keren Yosef y Asaf "Asi" Dror celebraban su boda en el cuarto piso del edificio "Versalles" en Talpiot, con más de 1000 invitados. De repente, una gran parte del piso se desploma, cayendo más de 650 personas. Mueren 23 personas y unas 600 resultan heridas. El hecho, que fue filmado por el camarógrafo contratado por los novios, fue considerado la mayor catástrofe civil en toda la historia de Israel por el presidente Moshe Katsav. 

### Investigación
Las autoridades israelíes formaron una comisión investigadora para descubrir las razones que llevaron al derrumbe del edificio. De inmediato se descartó la hipótesis de un atentado terrorista. Dos días después del accidente, los propietarios del salón de bodas, admitieron haber quitado varias columnas en el tercer piso del edificio. También dijeron que en los muros maestros hicieron ventanas en forma de arcos, y por último haber construido las lozas con el polémico método de Pal-Kal, prohibido en 2003. A pesar de que el edificio fue construido en 1996, las autoridades consideraron que el edificio debería haber sido demolido tras esta prohibición. 
Un año más tarde, los tres propietarios del edificio y el creador del método Pal-Kal, fueron condenados a 30 meses de prisión. Mientras que otros dos vinculados con las remodelaciones del salón, tuvieron que cumplir 4 meses de servicio comunitario.